# Bone Chillers

Bone Chillers este o serie de cărți populare pentru copii, scrisă de Betsy Haynes. Pe baza lor s-a realizat un serial de televiziune.